# Conus lucidus
Conus lucidus is een in zee levende slakkensoort uit het geslacht Conus. De slak behoort tot de familie Conidae. Conus lucidus werd in 1828 beschreven door Woo. Net zoals alle soorten binnen het geslacht Conus zijn deze slakken roofzuchtig en giftig. Zij bezitten een harpoenachtige structuur waarmee ze hun prooi kunnen steken en verlammen.